# Diego Macedo
Diego Macedo (sinh ngày 8 tháng 5 năm 1987) là một cầu thủ bóng đá người Brasil.

## Sự nghiệp câu lạc bộ
Diego Macedo đã từng chơi cho Hokkaido Consadole Sapporo.